# Edmond Vellat
Pas d'image ? Cliquez ici

a Compétitions nationales et continentales officielles uniquement.

b Matchs officiels uniquement.
Dernière mise à jour le 9 décembre 2020.
Edmond Vellat, né le 14 février 1897 à Chambéry et mort le 3 juin 1996 à Grenoble, est un ancien joueur international français de rugby à XV. Il évoluait au poste d'ailier au Football Club de Grenoble rugby et en Équipe de France.

## Biographie
Né à Chambéry, Edmond Vellat évolue notamment à Grenoble en club[réf. à confirmer].
International français, il joue un rôle central dans la première victoire de la France contre l'Angleterre en 1927 — vingt-et-un ans après leur première rencontre et 16 matchs joués entre les deux nations — à l'occasion d'une rencontre de Tournois des Cinq Nations au stade olympique Yves-du-Manoir de Colombes, où il marque le seul essai du match, remporté 3-0 par les français,,.
Il meurt le 3 juin 1996 à Grenoble.